# Rosina Penco
Rosa Elisabetta Gabriela Maria Calcedonia Penco (Nápoles, 17 de abril de 1829 - Bagni della Porretta, Provincia de Bolonia, 2 de noviembre de 1894) fue una soprano italiana.

## Biografía
Curiosamente, sus primeras apariciones escénicas están documentadas en los países escandinavos. en 1849 aparece en la Ópera Real de Copenhague y posteriormente en Estocolmo, cantando obras de Donizetti y Verdi. En 1850 continúa su carrera en Alemania, cantando Lucia di Lammermoor en la Hofoper de Berlín, y, después, en Dresde y Erfurt. En 1851 aparece en Constantinopla (Robert le diable y  Attila). Su debut en Italia se produce probablemente en 1851, con Luisa Miller en el Teatro de San Carlos, en Nápoles. A continuación canta con gran éxito en Roma, Florencia Trieste y Génova.
El 19 de enero de 1853 participa, en Roma, en el estreno mundial de Il trovatore, de Verdi, con el papel protagonista de Leonora. En los años sucesivos se convierte en una de las más importantes sopranos dramáticas de su época, singularmente con los papeles de las óperas verdianas. Triunfó especialmente, además de en Italia, en los teatros de París, Londres y San Petersburgo. En el Teatro Real de Madrid se presentó en 1856 con La traviata. 
Se retiró de la escena en 1875.